# Platt Adams
Platt Adams (Belleville, 23 marzo 1885 – Normandy Beach, 27 febbraio 1961) è stato un altista, lunghista e triplista statunitense, vincitore di due medaglie ai Giochi olimpici di Stoccolma 1912.

## Biografia
Finita l'egemonia di Ray Ewry fu lui l'ultimo atleta ad aggiudicarsi l'oro nel salto in alto da fermo ai Giochi olimpici, prima che la specialità fosse definitivamente abolita dal programma olimpico. Fratello di Benjamin Adams, anch'egli saltatore e medaglia olimpica.

## Palmarès
| Anno | Manifestazione  | Sede      | Evento                  | Risultato | Prestazione | Note |
| ---- | --------------- | --------- | ----------------------- | --------- | ----------- | ---- |
| 1912 | Giochi olimpici | Stoccolma | Salto in alto da fermo  | Oro       | 1,63 m      |      |
| 1912 | Giochi olimpici | Stoccolma | Salto in lungo da fermo | Argento   | 3,36 m      |      |